# Mara Corday
Mara Corday, nacida como Marilyn Joan Watts (Santa Mónica, California, 3 de enero de 1930-9 de febrero de 2025), fue una showgirl, modelo, actriz y persona mediática estadounidense. Fue elegida como Playmate por la revista Playboy en octubre de 1958.
Corday falleció de una enfermedad cardiovascular arteriosclerótica en su casa de Valencia, California, el 9 de febrero de 2025, a la edad de 95 años.

## Filmografía parcial
- Two Tickets to Broadway (1951)
- Problem Girls (1953)
- Drums Across the River (1954)
- Dawn at Socorro (1954)
- So This Is Paris (1955)
- Foxfire (película) (1955)
- ¡Tarántula! (1955)
- Man Without a Star (1955)
- The Man from Bitter Ridge (1955)
- A Day of Fury (1956)
- Naked Gun (1956)
- Raw Edge (1956)
- The Giant Claw (1957)
- The Black Scorpion (1957)
- The Quiet Gun (1957)
- Girls on the Loose (1958)
- The Gauntlet (1977)
- Sudden Impact (1983)
- Pink Cadillac (1989)
- The Rookie (1990)